# Alfonso Parigi

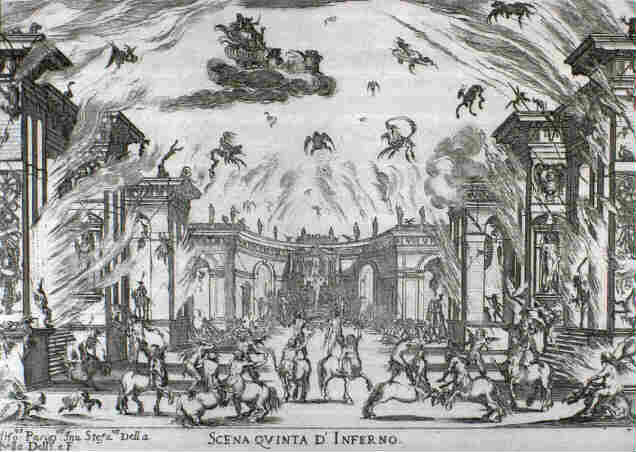
Scena quinta d'inferno, gravure pour la représentation de la Nozze degli dei (1637)

Alfonso Parigi le Jeune (en italien Alfonso Parigi il Giovane ; 1606-1656) était un architecte italien de l'école florentine, fils de Giulio Parigi.

## Biographie
Alfonso Parigi commença à travailler avec son père et continua son œuvre. À la disparition de celui-ci en 1635, il devient l'architecte de la cour du grand-duc de Toscane au palais Pitti, où il mena l'achèvement du jardin de Boboli sur le nouvel axe de la perspective Viottolone et réalisa l'Isolotto et les gradins de l'amphithéâtre.

## Travaux d'architecture
- Chiesa di San Giovannino degli Scolopi (it)
- Chiesa di Santo Spirito
- Villas médicéennes de Poggio a Caiano et de Careggi

Il fut également un grand créateur de fantaisies pour les scénographies des fêtes et célébrations fastueuses.